# Daludao
Daludao eller Dalu Dao (kinesiska: 大鹿岛) är en ö i Kina.   Den ligger Koreabukten i provinsen Liaoning, i den östra delen av landet, 600 km öster om huvudstaden Peking. Arean är 4,1 kvadratkilometer.
Terrängen på Dalu Dao är platt. Öns högsta punkt är 170 meter över havet. Den sträcker sig 2,3 kilometer i nord-sydlig riktning, och 4,0 kilometer i öst-västlig riktning.
Inlandsklimat råder i trakten. Årsmedeltemperaturen i trakten är 10 °C. Den varmaste månaden är augusti, då medeltemperaturen är 22 °C, och den kallaste är januari, med −5 °C. Genomsnittlig årsnederbörd är 1 362 millimeter. Den regnigaste månaden är juli, med i genomsnitt 518 mm nederbörd, och den torraste är januari, med 11 mm nederbörd.